# 舞姫 (川端康成)
『舞姫』（まいひめ）は、川端康成の長編小説。川端が作中で初めて「魔界」という言葉を用いた作品である。夢を諦めた元プリマ・バレリーナの一家の孤独な人間関係を描いた物語。過去の舞姫の母から夢を託された娘、妻の財産にたかっている守銭奴の夫、親や国に対して冷めている息子、優柔不断な元恋人、といった無力感に取り巻かれた関係性の中に、敗戦後の日本で崩壊してゆく「家」と、美や充足を追い求め「乱舞」する人間の永劫回帰の孤独な姿が描かれている。1951年（昭和26年）8月17日には、成瀬巳喜男監督により映画化された。

## 発表経過
1950年（昭和25年）12月12日から1951年（昭和26年）3月31日まで『朝日新聞』に109回にわたって連載された新聞小説で、単行本は連載終了同年の7月15日に朝日新聞社より刊行された。文庫版は新潮文庫で刊行されている。
翻訳版は、ドイツ、中国、スペインで行われている。

## 川端康成と「魔界」
『舞姫』には、のちに川端文学の重要なモチーフとなる「魔界」の元となった一休の言葉、「仏界易入　魔界難入」が用いられ、「仏界と魔界」という独立した章も設けられている。川端は『舞姫』の執筆前あるいは執筆中に、この「仏界、入り易く、魔界、入り難し」という言葉に初めて出会い、強く惹かれて作品の主題にしたものと推測されている。
この一句について川端は『舞姫』の中で、〈日本仏教の感傷や、抒情〉などの〈センチメンタリズム〉をしりぞけた〈きびしい戦ひの言葉かもしれない〉と登場人物に語らせているが、『舞姫』ではそれが自問自答の域を出ずに、登場人物に、それを体現する強いキャラクターの造型がなされないまま終わり、この〈魔界〉のテーマをもう一歩深め、明確になっていくのが、のちの『みづうみ』（1954年）、『眠れる美女』（1960年）、『片腕』（1963年）となる。森本穫はそのことを、「場合によっては作家としての存在そのものを脅かすかもしれない危険にみちた世界」を描いていくことになると表現している。
川端の〈魔界〉の特徴は、禅でいう煩悩の世界、煩悩の諸相を描きながらも、それを自然主義的な方法で暴露としての「悪や醜」と捉えるのではなく、「人間が本然の姿で生きるところに純粋さが存在する」とみて、煩悩に生きる人間が「自己投企」してゆく姿を「美」と捉えたところにあり、煩悩（現実の醜）を「美」に昇華してゆくということが、川端の作家としての方法だと今村潤子は考察している。原善は、「人間存在の原初的な不安や悲しみ」の世界が〈魔界〉であり、それは、「救済を求めつつ果たされぬ、その不可能性を内実としているもの」だと解説している。
川端は、「仏界易入　魔界難入」について次のように語っている。

## あらすじ
1950年（昭和25年）11月 - 1951年（昭和26年）春まで
波子は、夫・矢木元男に内緒で、しばしば結婚前（20年前）の恋人で今も友人関係にある竹原と会っていた。竹原とはプラトニックな関係であったが、波子は竹原を愛し、焼跡となった実家の土地を売る相談の口実などで密会していた。かつてバレリーナであった波子には、21歳の娘と大学生の息子がいた。娘・品子も母と同じような舞姫を目指し、波子は娘に夢を託していた。息子・高男は冷めた性格だが、どちらかというと父親寄りで、美しい母親にかしずかれている父を尊敬していた。矢木は国文学者で、今は古美術や仏像の「美女仏」研究も始めているが、昔は中宮寺の観音像さえ知らず、女学生の波子より教養のなかった貧乏書生上りで、波子の家庭教師であった。波子の家は上流階級で、二人の結婚には矢木の母親の打算もあった。戦争中空襲で四谷見附の邸宅が焼け、戦後は北鎌倉にある波子の実家の別荘が矢木一家四人の住居となっていた。
矢木は波子の財産にたかり、それを管理し、戦後はこまかい金にもいちいちうるさくなっていた。波子は、大学に籍を置いている夫の月給袋を渡されたこともなかった。矢木は波子が竹原と会っていることを薄々知っていたが、嫉妬は顔には出さずに妻を観察していた。波子はそんな夫の気配におびえ、今は愛してはいなかったが、求めを拒むことができず、抱かれれば金の輪がくるめき、燃える赤い色が見えた。しかし今はもう幸福の輪ではなく、悔恨と屈辱であり、まだ見たことのない竹原の妻への嫉妬も感じるのだった。
ある日、帝国劇場で竹原と舞踊劇を観た帰りに息子の高男と行き会った波子だったが、高男からその報告を受けた矢木は、子供たちの前で妻の長年の精神的浮気を難詰した。矢木は、子供たちが傷つくような例えまで言い出して陰険に波子を責めた。もう一家は実質的にバラバラだった。その夜、波子ははじめて夫を拒んだ。戦時中は愛国的であったが、戦後は逃避的な非戦論者となった矢木は、家計が苦しい中、妻に内緒で自分の貯金をし、次の戦争（朝鮮戦争）に怯え、政治的（共産主義）になりそうな息子をハワイの大学へやり、妻や娘は日本に置いて自分もアメリカへ逃げようと計画していた。それを知った品子は母にそのことを教えた。高男も、母に浮気されている父を尊敬しなくなったが、「世界の人になるという、希望のような、絶望」の麻酔を父にかけられることを知った上で、ハワイへ行こうとしていた。
品子は同じバレエ団の男性ダンサーの野津にさりげなく結婚を申し込まれたが、品子の心には元バレエの先生だった香山への想いが断ち切れなかった。戦時中16歳だった品子は香山と一緒に慰問に回り、タマーラ・トゥマーノワの話を聞かされた思い出をなつかしんでいた。香山はバレエをやめて伊豆にいるという噂だった。一方、波子も竹原に身をまかせてもいいと思い、四谷見附の宿屋で気持ちがゆれていた。北鎌倉の家を売って、四谷見附の元の家の焼跡の土地に品子の舞踊研究所を建ててやろうとしていた波子は、竹原にその計画を任せていたが、北鎌倉の土地はすでに矢木が自分名義に書き換えているのではないかと考えた竹原は、波子の愛人としてではなく、友人として矢木と対決するために、宿屋で一線は越えなかった。
あくる日の日曜日、竹原が矢木家を訪ねてきたが、矢木は女中に命じ、竹原を追い払った。品子は東京の稽古場に行く支度が出来ていたので、急いで竹原を追って北鎌倉駅に行った。矢木がやはり家の名義を書き換えていたことを調べた竹原は、それを波子に伝えるように品子に頼んだ。品子は母に代って竹原に何か伝えたいものがあったが、言葉にならずに不意に立ち上がり、次の大船駅で降りた。入れ違いに入って来た伊東行きの湘南電車にとっさに乗った品子は、自分が香山に会いに行くのだと思うと気持ちが落ち着いた。品子は伊東駅からバスに乗った。下田まであと３時間あまりだから、途中で日が暮れると品子は思った。

## 登場人物
波子
41歳くらい。元バレリーナ。戦争が激化したのを機に舞台を退いている。北鎌倉にある元実家の別荘に家族四人で居住。自宅と、日本橋の稽古場でバレエ教室を開いている。娘をプリマ・バレリーナにするのが夢。実家のあった四谷見附の焼跡地に娘の舞踊研究所を建てる計画をしている。皇居の広い堀の曲がり角の隅っこでじっとしている白い鯉に、孤独で淋しそうな姿を見出してじっと眺めるような性格。
矢木元男
波子の夫。国文学科出の日本文学史家。大学に籍を置き、地方の学校へも講義に行く。髪が長い。外見は温厚な美男子で、円満で柔和な顔。幼少に父親が早世し、女子高等師範出の女教師の母の手一つで育てられた。妹がいる。貧乏書生上りで、波子の元家庭教師。母の意図で波子と結婚。戦後は、細かい出費にも苦情を言い、妻のやり方を監視。家族に内緒で自分用の貯金をしている。日本が敗けて心の美が滅んだ、自分は古い日本の亡霊だと妻に言い、戦争恐怖症となっている。波子以外の女を知らない。
品子
21歳。波子と矢木の娘。処女。色白。きれいな手をしている。一昨年から新橋駅から10分ほどの芝公園奥の大泉バレエ団の研究所に通っている。バレエ団のマスター・クラスの踊り手。ピアノも弾ける。戦争がなければ、イギリスかフランスのバレエ学校へ留学する予定だった。ときどき眉をひそめて悲しい目つきをする顔が、興福寺の沙羯羅 に似ていると、弟に思われている。終戦時は16歳。戦時中は師・香山に連れられて、軍隊や工場、傷病兵の慰問で踊りに歩いた。特攻隊員の前で一心に踊りながら、ここで死んでもいいと思った思い出をなつかしがる。
高男
20歳。波子と矢木の息子。品子の弟。東京大学の学生。髪が長く、色白で痩せている。父親よりやや背が低い。父親の仕事を尊敬し父思いだったが、父がひそかに自分の貯金をしていたことを知り、憤慨し金を引き出す。母にかしずかれていた父は尊敬していたが、母に裏切られた父に幻滅。両親や家、国というものに対して冷めている。ノートに、「一人の兄と一人の妹、この世に、これほど親しいものはない」というニーチェの言葉を書いている。母親のマネージャーで、母親に気がある沼田のことを子供の頃から毛嫌いしている。
竹原
40代。20年前の波子の元恋人（肉体関係はない）。波子が矢木と結婚してしまってからも、波子を愛している。実業家。会社のカメラや双眼鏡が売れて、現在景気がいい。妻子持ち。戦後まもない数年前に北鎌倉の矢木家の離れを一時借りていたことがある。
日立友子
24歳。バレリーナ。波子の教室の助手。品子の幼馴染で友人。品子より背が低いが、その踊りは品子よりしなやかな美しさがある。一重まぶたで、時々疲れたような二重まぶたになる。伏目になると上睫毛の影が、下のまぶたに映る。品子より肌が小麦色。品子の手を観音さまのように美しいと思っている。終戦時は19歳。父親を早くに亡くし、母親と二人暮らし。妻子ある40代の男と不倫している。男の子供二人（上の女の子は12、3歳）が結核を患い、妻も体が弱いため、その子供らの療養費を稼ぐために友子は浅草のストリップ小屋で働くことを決意する。
沼田
波子のマネージャー。波子に気があり、矢木一家の離間策をしている。太っていて肉が厚い。高男に嫌われている。波子を舞台に復活させようとしている。波子の前で矢木の悪口を言い、恋愛をするように勧め、竹原と波子の仲を進展させようとしている。波子が身持ちが固くて落ちそうもないので、他の男で崩れたところを捕まる二番目を狙っている。波子は沼田を気安く思っているが、気がゆるせないとも思っている。
松坂
高男の友だち。美少年。妖精のような美しさ。地上の人でないようだけれど、天上の人でもない。日本人離れしていて、西洋くさくもない。女の子みたいで、男らしくもある。不吉の天使のような印象。波子が痛ましい恋していることを見抜き、その姿に恋を感じる。高男は、松坂について、「なまめかしくぬれた花のような虚無」と思っている。
香山
元バレエダンサー。品子の元先生で想い人。戦時中は品子を連れて慰問で回った。品子にタマーラ・トゥマーノワの話を聞かせていた。現在は伊豆の田舎町で遊覧バスの運転手をしているという噂がある。こっそり東京に来て、帝劇の「プロメテの火」を観劇しにきていた様子。昔は品子の母・波子の踊りのパートナーでもあった。香山は、品子らの会話や回想のなかに登場し、品子が香山を追って湘南電車に乗り込む場面もあるが、香山自身が物語に直接登場する場面はない。
野津
大泉バレエ団の男性バレエダンサー。第一の踊り手。王子役にふさわしいノーブルな姿。日本人では珍しく白い衣装が似合う。ときどき女じみた物言いをする。おしゃれ。よく好んでパ・ド・ドゥの相手に品子を選ぶ。品子を愛し、結婚したいと思っている。
北見
教科書出版社の編集部の社員。教科書に載せる文章と写真の件で矢木と面談する。

## 作品評価・研究
『舞姫』は川端文学の中ではあまり注目度は高くはないが、のちの川端の重要モチーフとなる〈魔界〉というものを意識し始めた作品として、言及されることが多い。しかしその主題は結実することなく未完の様相で終わり、登場人物が真に川端的な〈魔界〉の住人として動き出すところまでは描かれてはいない。川端作品には、踊子や舞姫の生活を扱ったものが多いが、この『舞姫』は、ヒロインがバレリーナであるという意味よりも、「むしろ、美しいもの、充たされたものを求めて乱舞する人間永劫回帰の姿の象徴」として描かれていると三島由紀夫は説明している。
『舞姫』の登場人物のそれぞれに「無力感が配分されてゐる」とみる三島は、ことに導入部で波子が見つめる「不気味な白い鯉」の姿を、「あらゆる人間関係の端緒がとざされてしまふやうな、或る美的な虚無の象徴」として作品全体の「不吉な主題」のように遊弋しているとし、この冒頭の波子と竹原のあいびきの挿話が、全体の大きな伏線をなし、結局二人は「熱情的に結ばれることなく終る」という予感となっていると解説している。また、『舞姫』の主題である「仏界、入り易く、魔界、入り難し」に三島は触れ、矢木に「センチメンタル」だと憫笑される波子と品子母子は、〈魔界〉に入れるほどの踊りの天才ではなく、矢木もまた、「強い意志で、生きる世界」という意味での〈魔界〉の住人でなく、「無力」な「観察の悪魔」であり、「登場人物すべての無力は、この矢木の無力から流出し、矢木の呪縛下にある」と考察しながら、最後に品子が香山の元へ向かうことに、「その呪縛の一角の崩れたことが暗示される」と解説している。
今村潤子は、物欲に執着している矢木が、「科学者の冷厳な眼」「第三者的な立場」で一家を眺めるだけで、「自らの生きる姿勢に煩悶していない」点に触れ、それが三島由紀夫のいうところの「昆虫学者」的な「観察の悪魔」であると補足し、その矢木の魔界（煩悩）の属性は、「川端の〈魔界〉からは切り落とされていく面（デモン的な面）の要素が大きい」としながら、川端の〈魔界〉は「悪や醜」ではないことを指摘している。そして世俗的にみればモラルに反した「不倫」である波子の行為は、「〈魔界〉においては愛の純粋性ということで肯定される」ものであるが、世の中の道徳や社会性に背き、その束縛を破り、「〈魔界〉を生きる」のは容易でないゆえに、それが〈魔界難入〉という意味であると今村は考察し、〈センチメンタリズムを排した世界〉、〈強い意志〉という作中の繰り返しの言葉は、人間が「煩悩」、「本然の生」を生きぬくことがいかに難しいかを指し示していると解説している。
ヒロイン・波子の人物造型を、「能の鬘物のシテのやうに、優婉に、哀れふかく」描かれているとみる三島は、波子の願いが「片端から崩れてゆく」にもかかわらず、彼女は、エマ・ボヴァリイのような「不満に燃えつづける魂」でなく、「ある意味ではもつと不逞であり、罪を罪のままに、悲哀を悲哀のままに、絶望を絶望のままに享楽するすべを知つてゐる」と考察している。そして、そういった川端の執筆態度には、「独特のリアリズム」があり、「作者が自分の目で人生を眺め、人生がどうしてもかういふ風にしか見えないといふ場所に立つて書くのが、要するに小説のリアリズムと呼ばれるべきである」としつつ、ロマン派のネルヴェルも、心理主義のプルーストも川端同様、「自然主義リアリズムの二流作家よりも、ある意味では透徹したリアリスト」だったと三島は指摘し、以下のように解説している。
また、川端特有の、「何度も足をとめるやうな文体」には、「底に固い岩盤」が隠され、「〈俺にはかういふ風にしか見えないのだぞ〉といふ作者の注釈」が常に付いてまわっているようで、その認識に無縁の読者は「たえず隔靴掻痒の感を抱かせられる」のも、川端が「おのれに忠実なリアリスト」だからだと三島は解説し、その川端の「隔靴掻痒のリアリズム」が最も成功している登場人物が、「ゾッとするやうな男」の矢木であり、それが、波子が矢木に抱く恐怖や焦燥に「異様な現実感」を帯びる効果を出していると考察している。そして、矢木が子供たちの面前で波子を難詰する終盤の場面を、「古典劇の大詰を思はせる明晰な悲劇の頂点」だとし、それは、敗戦後の矢木家に表われた「日本の〈家〉の徐々たる崩壊過程が最後の大詰に来たこと」で可能となった悲劇であり、「日本の民主化に伴つたこの一般的現象は『舞姫』全篇にきはめて微妙に精細に描かれてゐる」と評しつつ、とりわけ、この矢木一家は崩壊を急ぎ、時代と関係なく「崩壊の種」を宿していた節もあり、この悲劇の頂点において、「はじめて各個人が正面からぶつかり合ひ、愛情によつてではなく憎悪によつて結ばれた見事な家庭の典型を成立させる」と解説している。

## 映画化
『舞姫』（東宝）85分、1951年（昭和26年）8月17日封切。

### スタッフ
- 演出：成瀬巳喜男
- 脚本：新藤兼人
- 製作：児井英生
- 撮影：中井朝一
- 美術：中古智
- 音楽：斎藤一郎

### キャスト
- 矢木元男：山村聡
- 妻・波子：高峰三枝子
- 長男・高男：片山明彦
- 長女・品子：岡田茉莉子
- 竹原：二本柳寛
- 沼田：見明凡太朗
- 野津：木村功
- 友子：大谷伶子
- 香山：大川平八郎
- 満枝：沢村貞子
- その他：谷桃子、谷桃子バレエ団

## おもな刊行本
- 『舞姫』（朝日新聞社、1951年7月15日）
  - 装幀：岡鹿之助。題字：高橋錦吉
- 文庫版『舞姫』（新潮文庫、1954年11月15日。改版2011年）
  - カバー装画：平山郁夫。解説：三島由紀夫

### 全集収録
- 『川端康成全集第9巻 舞姫』（新潮社、1969年11月25日）
  - カバー題字：松井如流。菊判変形。函入。口絵写真2葉：著者小影、根来硯臺
  - 収録作品：「舞姫」「たまゆら」「冬の半日」「少年」「岩に菊」
- 『川端康成全集第10巻 小説10』（新潮社、1980年4月15日）
  - カバー題字：東山魁夷。四六判。函入。
  - 収録作品：「雪国」「少年」「舞姫」